# Villa Stempel
La villa Stempel es un edificio catalogado como monumento histórico desde 2008 situado en el número 4 de la rue Erckmann Chatrian de Estrasburgo.